# Megalyn Echikunwoke
Ebubennem Megalyn Ann Echikunwoke, nota anche con lo pseudonimo di Megalyn E.K. (AFI: /ˈmɛɡəlɪn_ɛˌtʃɪkʊnˈwoʊkeɪ/; Spokane, 28 maggio 1983), è un'attrice statunitense.

## Biografia
Nata a Spokane, Washington, è conosciuta principalmente per i suoi ruoli televisivi; nel 1998 prende parte al film di Stuart Gillard, Creatura. Dal 2001 al 2002 prende parte ad alcuni episodi della serie televisiva 24 sostenendo la parte di Nicole Palmer, mentre nel 2006 entra nel cast della serie 4400 interpretando il ruolo di Isabelle Tyler. Entra nel cast della settima stagione della serie CSI: Miami nella parte della dottoressa Tara Price, dal 2008 al 2009.
Diventa nel 2011 una delle protagoniste del film Damsels in Distress - Ragazze allo sbando, di Whit Stillman, in cui recita al fianco di Greta Gerwig. Nel corso della sua carriera è apparsa in tante serie televisive come Le cose che amo di te, Buffy l'ammazzavampiri, Supernatural, Veronica Mars, Law & Order - Unità vittime speciali, Arrow e The Following. Nel 2012 diventa una delle protagoniste della serie Made in Jersey interpretando il personaggio di Riley Prescott. La serie viene cancellata dopo una sola stagione.

## Filmografia

### Cinema
- Funny Valentines, regia di Julie Dash (1999)
- Great Lengths - cortometraggio (2004)
- Camjackers, regia di Julian Dahl (2006)
- Fix, regia di Tao Ruspoli (2008)
- Who Do You Love, regia di Jerry Zaks (2008)
- Damsels in Distress - Ragazze allo sbando (Damsels in Distress), regia di Whit Stillman (2011)
- Free Hugs - cortometraggio (2011)
- Die Hard - Un buon giorno per morire (A Good Day to Die Hard), regia di John Moore (2013)
- Electric Slide, regia di Tristan Patterson (2013)
- Night Swim - cortometraggio (2014)
- CHiPs, regia di Dax Shepard (2017)
- La scuola serale (Night School), regia di Malcolm D. Lee (2018)
- Step Sisters, regia di Charles Stone III (2018)
- Viaggio con papà - Istruzioni per l'uso (An Actor Prepares), regia di Steve Clark (2018)
- E poi c'è Katherine (Late Night), regia di Nisha Ganatra (2019)
- I crimini di Emily (Emily the Criminal), regia di John Patton Ford (2022)

### Televisione
- Creatura (Creature), regia di Stuart Gillard - miniserie TV (1998)
- The Steve Harvey Show - serie TV, episodio 3x10 (1998)
- Malibu, CA - serie TV, episodio 2x26 (2000)
- Spyder Games - serie TV, 65 episodi (2001)
- Boston Public - serie TV, episodio 2x02 (2001)
- 24 - serie TV, 6 episodi (2001-2002)
- Sheena - serie TV, episodio 2x12 (2002)
- E.R. - Medici in prima linea (ER) - serie TV, episodio 8x17 (2002)
- For the People - serie TV (2002)
- Le cose che amo di te (What I Like About You) - serie TV, episodio 1x06 (2002)
- B.S., regia di Gary Halvorson - film TV (2002)
- Buffy l'ammazzavampiri (Buffy the Vampire Slayer) - serie TV, episodio 7x13 (2003)
- Like Family - serie TV, 23 episodi (2003-2004)
- Veronica Mars - serie TV, episodio 1x09 (2004)
- Hitched, regia di Thomas Carter - film TV (2005)
- That '70s Show - serie TV (2004-2005)
- Supernatural - serie TV, episodio 1x13 (2006)
- 4400 (The 4400) - serie TV, 25 episodi (2006-2007)
- The Game - serie TV, episodio 2x12 (2008)
- CSI: Miami - serie TV, 23 episodi (2008-2009)
- Avvocati a New York (Raising the Bar) - serie TV, 3 episodi (2009)
- Law & Order - Unità vittime speciali (Law & Order: Special Victims Unit) - serie TV, episodio 11x10 (2009)
- 90210 - serie TV, 7 episodi (2011-2012)
- House of Lies - serie TV, 5 episodi (2012)
- Beautiful People, regia di Stephen Hopkins - film TV (2012)
- Made in Jersey - serie TV, 7 episodi (2012)
- Mind Games - serie TV, 13 episodi (2014)
- The Following - serie TV, 4 episodi (2015)
- Vixen - serie web (2015-in corso) - voce originale
- Damien – serie TV, 10 episodi (2016)
- Arrow - serie TV, episodio 4x15 (2016)

## Doppiatrici italiane
Nelle versioni in italiano delle opere in cui ha recitato, Megalyn Echikunwoke è stata doppiata da:
- Maria Letizia Scifoni in Damsels in Distress - Ragazze allo sbando, Electric Side, La scuola serale
- Federica De Bortoli in 4400, Vixen, Arrow
- Valentina Mari in The Following, 24
- Perla Liberatori in E poi c'è Katherine, I crimini di Emily
- Domitilla D'Amico in Made in Jersey
- Rossella Acerbo in CSI: Miami
- Chiara Gioncardi in 90210